# 阿爾秋希夫卡 (哈爾科夫州)
49°42′45″N 36°15′46″E / 49.71250°N 36.26278°E
阿爾秋希夫卡（羅馬化：Artiukhovka）是位於烏克蘭東部的村莊，由哈爾科夫州丘胡伊夫区的茲米伊夫市鎮負責管轄。該村始建於1680年，面積1.14平方公里，海拔高度88米，2001年人口711，人口密度每平方公里623.7人。